# یی جیانلیان
یی جالیان (انگلیسی: Yi Jianlian؛ زادهٔ ۲۷ اکتبر ۱۹۸۴) یک بازیکن بسکتبال اهل جمهوری خلق چین است.
از باشگاه‌هایی که در آن بازی کرده‌است می‌توان به میلواکی باکس، بروکلین نتس، واشینگتن ویزاردز، و دالاس ماوریکس اشاره کرد.